# Mason's Rats
Mason's Rats (Las ratas de Mason en España y Ratas de Mason en  Hispanoamérica) es el séptimo episodio de la tercera temporada de Love, Death & Robots. Es el episodio número 33 de la serie en general. Está basada en la historia corta homónima de Neal Asher. El episodio trata de un granjero llamado Mason que un día descubrió que en su granero hay una plaga de ratas, él tendrá que exterminarlas, pero no espero que las ratas hallan evolucionado y tengan armas. Se estrenó el 20 de mayo del 2022 en Netflix.

## Argumento
Mason es un granjero que descubrió ratas en su granero. Al investigar, descubrió que las ratas habían evolucionado y comenzaron a usar armas primitivas. Él llama a una compañía de exterminio de plagas que primero explica que las ratas están evolucionando debido a la presión que los humanos están ejerciendo sobre ellas, y trata de vender un sistema de torretas "Dispara y olvida" para solucionar el problema.
Tras la instalación, la primera víctima es su gata Susan, y el vendedor luego agrega un descargo de responsabilidad de que las mascotas deben mantenerse alejadas de la zona de exterminio. Las torretas funcionaron de manera efectiva durante un tiempo hasta que las ratas las engañaron y desactivaron sus cámaras. Tras el fracaso del primer invento, el vendedor intenta vender un nuevo robot exterminador móvil con forma de escorpión. El robot hace bien su trabajo, levantando una colina de cadáveres de ratas, pero Mason está perturbado por su crueldad, después de presenciar cómo le dispara a una rata desarmada que intenta escapar del granero.
Un día, Mason investiga el granero y descubre que las ratas y el robot están en guerra total, y las ratas modifican los robots del granero para su guerra, exclamando que es como la "Cuarta Guerra Mundial". Después de conducir una bomba contra el robot exterminador, las ratas se reagrupan, mientras que el robot sufre daños críticos. Luego, el robot se levanta y trata de exterminar a los sobrevivientes heridos, pero Mason ha visto suficiente y lanza una bala a través del robot. Las ratas están agradecidas y revelan que han construido una destilería y le ofrecen a Mason probar un cartucho de escopeta reutilizado como taza. Mason exclama que es bueno y se reconcilian para existir juntos. Mason luego llama a la compañía de exterminio para cancelar el cheque.

## Reparto de Voces
| Personaje | Actor/Actriz original Estados Unidos | Actor/Actriz de doblaje Hispanoamérica | Actor/Actriz de doblaje España |
| --------- | ------------------------------------ | -------------------------------------- | ------------------------------ |
| Mason     | Craig Ferguson                       | Jesse Conde                            | Rafael Azcárraga               |
| Nigel     | Dan Stevens                          | Beto Castillo                          | David Robles                   |

## Símbolos
Al finalizar el intro, se nos presenta una serie de 3 símbolos, siendo: Un corazón (❤), una equis (❌) y una cabeza robótica (🤖); reflejando amor, muerte y robots respectivamente. De ahí los símbolos cambian velozmente, acoplándose a la temática del episodio en cuestión, en cada episodio los símbolos son distintos. En Mason's Rats nos presentan los siguientes símbolos:
- Un gato muerto (🐱)
- Una tuerca hexagonal (🔩)
- Una jarra de cerveza (🍺)

## Lanzamiento
Mason's Rats se estrenó el 20 de mayo de 2022 en Netflix junto con el resto de episodios que componen el volumen 3.